# اچ‌دی ۷۰۶۴۲

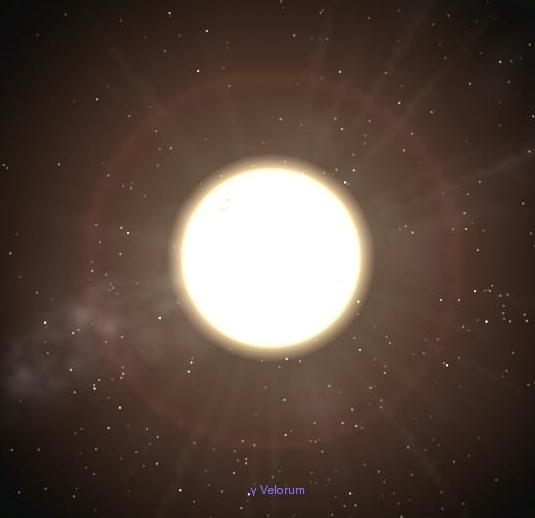
اچ‌دی ۷۰۶۴۲

اچ‌دی ۷۰۶۴۲ یک ستاره است که در صورت فلکی کشتی‌دم قرار دارد.